# Pyrrhia exprimens
Pyrrhia exprimens là một loài bướm đêm trong họ Noctuidae.